# Transporter (film)
Transporter (ang. The Transporter) – film koprodukcji francusko-amerykańskiej z roku 2002, wyreżyserowany przez Coreya Yuena.

## Fabuła
Film opowiada o byłym komandosie, Franku Martinie (Jason Statham), który nielegalnie przewozi różne towary lub ludzi z miejsca A do miejsca B. Nie docieka, kim są nadawcy lub odbiorcy zlecenia. Nie interesuje go również, co przewozi. Poza świetną umiejętnością sztuki walki jest doskonałym kierowcą, co sprawia, że jest idealną osobą do tego typu pracy, dlatego za wykonywane zlecenia zostaje dobrze wynagradzany. Zleceniodawcami są jednak przestępcy.
Najnowsze zadanie wydaje się nie różnić od poprzednich. "Transportera" wynajmuje biznesmen i gangster zarazem, zwany "Wall Street", który proponuje mu przewiezienie paczki, na co Frank się zgadza. W trakcie wykonywania zadania odkrywa, że paczka się rusza. Łamie swoje zasady i otwiera ją. "Zawartością" okazuje się być Lai – córka szefa chińskiej mafii, Pana Kwai. Martin wplątuje się w intrygę przemytniczą na skalę międzynarodową.

## Obsada
- Jason Statham jako Frank Martin
- Shu Qi jako Lai
- François Berléand jako Tarconi
- Matt Schulze jako Wall Street
- Ric Young jako pan Kwai

## Produkcja
Film kręcony był w Cannes, Cassis, Èze, Marsylii, Nicei, Paryżu, Aix-en-Provence, Saint-Tropez i Villefranche-sur-Mer (Francja).